# Afvalhout

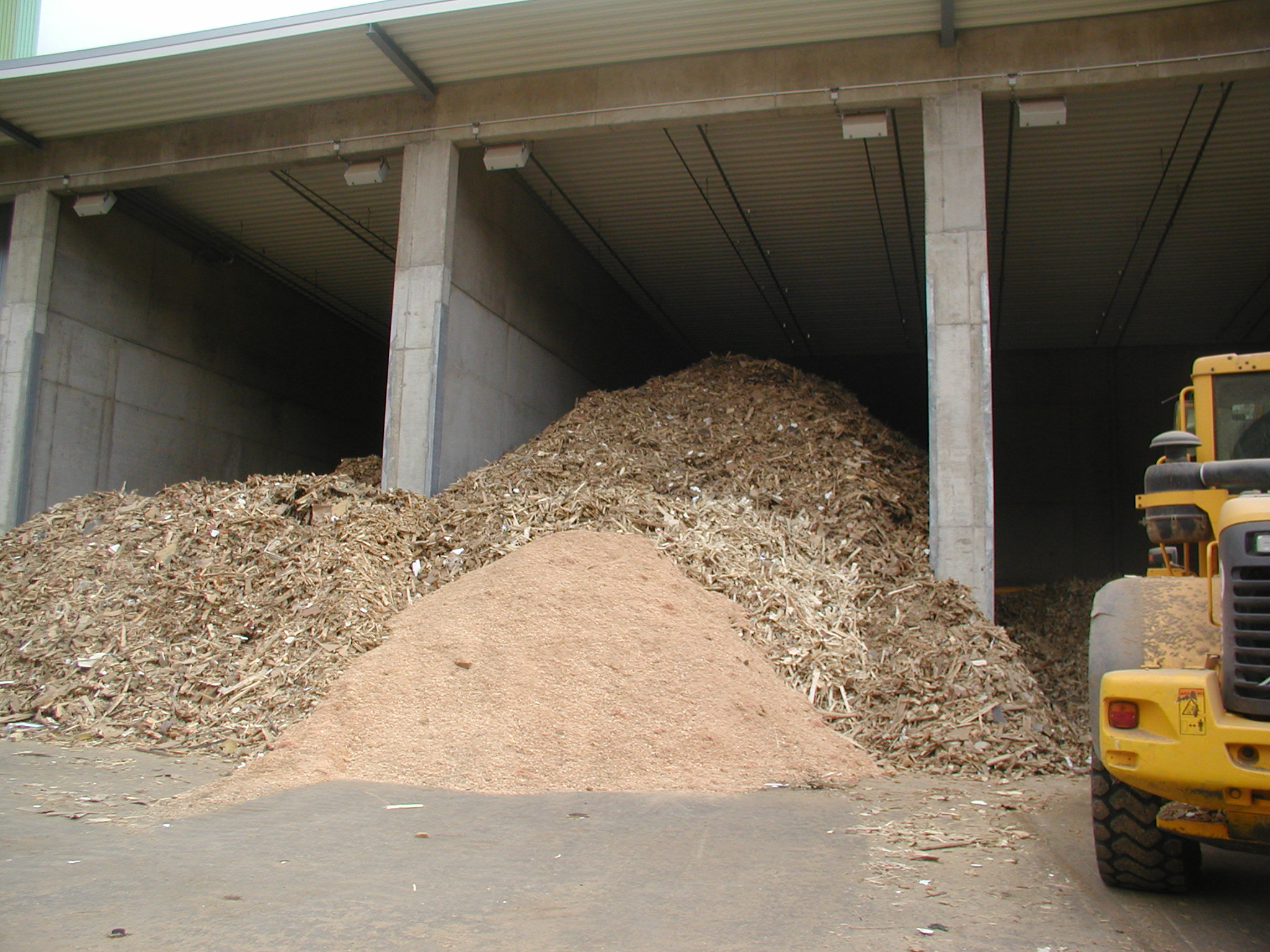
Versnipperd houtafval

Afvalhout, of houtafval, is hout dat als afval wordt aangemerkt, oftewel hout waarvoor de eigenaar geen doel meer heeft, en waarvan de eigenaar zich wil ontdoen. Als het toch nog een toepassing krijgt is het zuiverder van "resthout" te spreken. 
Afvalhout kan hout zijn dat voorheen, voor bepaalde toepassingen, al gebruikt is. Het kan ook afval uit de houtwinning en -bewerking zijn. 
Houtkap- en snoeiafval (vaak als houtsnippers) valt ook onder het afvalhout, als het om grote hoeveelheden gaat. Bij huishoudelijk snoeiafval gaat het om kleine hoeveelheden en valt het onder het gft-afval. Als het vermengd is met ander afval, dan zullen die bijmengingen met het oog op nuttige toepassingen eerst moeten worden verwijderd.

## Herkomst
Behalve hout dat als huishoudelijk afval betiteld kan worden, namelijk gebruikt hout en snoeiafval, bestaat afvalhout ook uit industrieel resthout. Dit kan als afval betiteld worden, maar soms ook als 'nevenproduct'. Immers, met houtsnippers kan ook plaat gemaakt worden. Vaak wordt dit ook bewust gedaan, zodat er zeker geen sprake is van afvalhout. Ook komt afvalhout vrij uit bedrijfsafval en bouw- en sloopafval.
Hout als afval kan onder meer vrijkomen: 
1. bij het bouwen, renoveren en slopen van gebouw en bouwwerken (met inbegrip van weg- en waterbouw), al is hergebruik in principe ook mogelijk; dus ook spoorbielzen vrijkomend bij onderhoudswerkzaamheden aan het spoor kunnen hieronder vallen;
2. als (grof) huishoudelijk afval, als restafval bij bedrijven (b.v. houtindustrie, meubelindustrie), als onbruikbare verpakking;
3. bij onderhoud van openbare ruimten;
4. als snoeihout bij onderhoud van tuinen, parken, openbaar groen, bossen en van agrarische percelen;
5. als resthout uit bossen of gerooid hout van agrarische percelen. Houtoogst is een economische activiteit zodat de vraag wat hier wel of niet als "afvalhout" geldt een economische vraag is.

## Klassen afvalhout
Afhankelijk van waar het vandaan komt kan afvalhout meer of minder met schadelijke stoffen verontreinigd zijn. Op grond hiervan wordt afvalhout in drie categorieën verdeeld:
- A-hout: ongeverfd en onbehandeld hout
- B-hout: niet onder A- en C-hout vallend hout waaronder geverfd, gelakt en verlijmd hout
- C-hout: geïmpregneerd hout dat stoffen bevat, houtverduurzamingsmiddelen, die al dan niet onder druk zijn ingebracht; het voordeel van houtverduurzamingsmiddelen is dat de levensduur van het hout, voordat het wegrot, aanzienlijk wordt vergroot; het nadeel is dat het lastiger te verwerken is aan het eind van de levensduur.
  - gecreosoteerd hout (populaire benaming voor met carbolineum of soortgelijke koolwaterstoffen en teren bewerkt hout).
  - gewolmaniseerd hout (populaire benaming voor CC- en CCA-hout); CCA-hout bevat naast koper en chroom ook arseen; CC-hout bevat wel koper en chroom, maar geen arseen.
  - hout dat andere houtverduurzamingsmiddelen bevat (fungiciden, insecticiden, boorhoudende verbindingen, quaternaire ammoniumverbindingen).

De minimumstandaarden voor het bewerken en verwerken van A-, B- en C-hout zijn opgenomen in het Landelijk Afvalbeheerplan, (sectorplan 36 Hout in bijlage 4). In dit Landelijk Afvalbeheerplan wordt per soort afvalhout aangegeven hoe het verwerkt moet worden. De minimumstandaard voor A- en B-hout is nuttige toepassing. Dit kan betekenen dat het afvalhout na bewerking ingezet kan worden als grondstof of als brandstof.
Voor het storten van afvalstoffen, zoals houtafval, wordt in Nederland Europese richtlijn 1999/31/EG, van 26 april 1999, aangehouden.

## Hoeveelheid afvalhout
In Nederland ging het (in 2010) om een jaarlijkse hoeveelheid van 1,395 miljoen ton. De helft hiervan werd geëxporteerd, 35% werd gebruikt voor energieopwekking en 15% hergebruikt. Er zijn goede mogelijkheden voor afvalhout als brandstof, ook omdat kort cyclische CO2 niet meetelt in de doelstellingen voor vermindering van de uitstoot van CO2.

## Toepassingen van afvalhout
Afvalhout is een afvalstof die wanneer het gescheiden ingezameld wordt voor een groot deel weer voor nuttige toepassingen gebruikt kan worden. Afvalhout kan als houtsnippers verwerkt worden in spaanplaat, en kan ook als (bio)brandstof toegepast worden. Er zijn ook nog andere toepassingen, onder andere compostering en gebruik als bodembedekking (mulch) bij aardbeienplanten en andere gewassen.

### Verbranding als biomassa
In energetische toepassingen is afvalhout vooral door verbranding in een biomassacentrale of voor stadsverwarming (of industriële) verwarmingstoepassingen met biomassa voor de opwekking van elektriciteit en warmte belangrijk. In Nederland wordt het ook als secundaire brandstof toegepast bij elektriciteitscentrales waar primair fossiele brandstoffen gebruikt worden. Ook wordt het bijgemengd in  afvalverbrandingsinstallaties, teneinde het verbrandingsproces zo gecontroleerd mogelijk te laten verlopen.
In de praktijk zijn biomassacentrales vaak omstreden, vanwege de herkomst van biomassa (in diverse landen worden bossen gekapt om ze te verwerken tot biomassa), omdat de CO2 uitstoot hoger is dan bij verbranding van kolen, en vanwege overlast voor omwonenden.

### Toepassing als houtsnippers

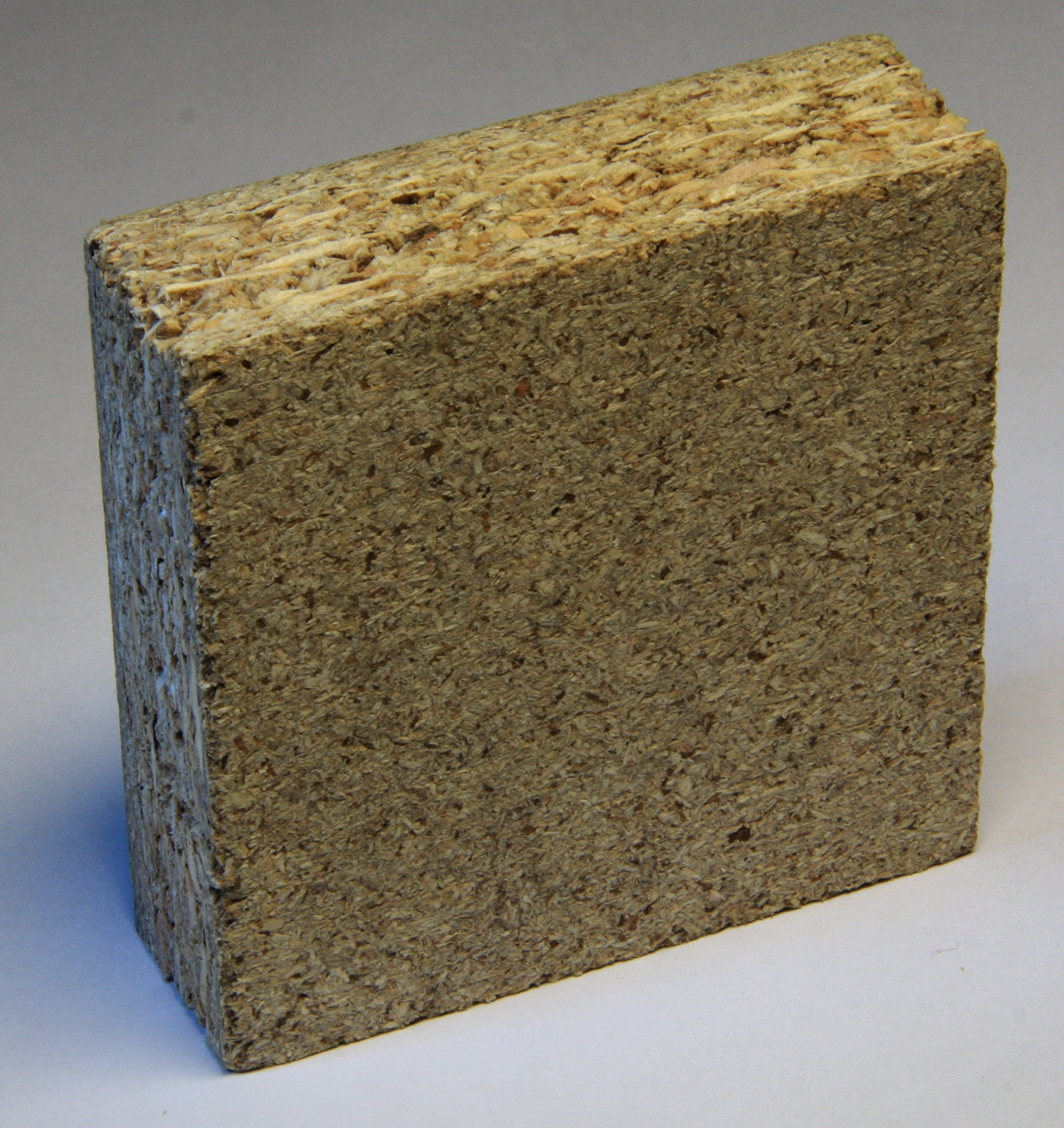
Spaanplaat vormt een belangrijke toepassing van houtafval

Afvalhout kan met name voor spaanplaat gebruikt worden. A-hout kan hierbij zonder beperkingen gebruikt worden. B-hout wordt soms gebruikt; het kan alleen gebruikt worden, wanneer de verf-, lak- en andere lagen eerst verwijderd zijn. Toepassingen van gebruik van (geschikt) afvalhout zijn vooral de productie van OSB, spaanplaat en soms mdf, waarbij het om aanzienlijke hoeveelheden gaat.
Overige toepassingen van versnipperd hout zijn houtvezels voor dieren en kattenbakvulling. Ook kan er biogas en biodiesel mee gemaakt worden, houtskool en actieve kool voor industriële toepassing.